# Дом, где жил А. Н. Косыгин
Дом, где жил А. Н. Косыгин — здание смешанного типа в Железнодорожном районе Новосибирска, построенное в 1910 году. Памятник архитектуры регионального значения.

## История
Дом был построен в 1910 году, предположительно Гороховым, который владел соседним зданием (в настоящее время известен как жилой дом Гороховой).
До 1924 года здание принадлежало семье Кузьминых. Позднее домоладелец заключил договор с представителем Сибкрайсоюза о продаже недвижимости.
Впоследствии в доме жил (по меньшей мере — с 1929 года) известный политический деятель Алексей Николаевич Косыгин, в то время — сотрудник Сибкрайсоюза.

## Описание
Главный юго-восточный фасад выходит на красную линию улицы 1905 года. С северо-восточной стороны граничит через брандмауэрную стену с жилым домом Гороховой.
Основной двухэтажный объём прямоугольный в плане, с северо-западного фасада к нему примыкает деревянная пристройка.
Первый этаж, кроме стен юго-западного и северо-западного фасадов, выполнен из кирпича, стены второго этажа бревенчатые, рублены «в обло» (частью «в лапу»).
Основной объём базируется на ленточных бутовых фундаментах.
Четырёхскатная крыша покрыта железом.
В левой части здания первоначально был сквозной проезд в усадьбу, впоследствии перестроенный в окно.
Декор фасадов лаконичен. В первом этаже лучковое завершение оконных проёмов повторяется в очертаниях перемычек с замковым камнем. Окна второго этажа украшены наличниками с накладными элементами. Фриз с венчающим карнизом на резных кронштейнах декорированы пропильной резьбой.
Ворота усадьбы были восстановлены в 1990 году.